# Pulsarella fultoni
Pulsarella fultoni é uma espécie de gastrópode do gênero Pulsarella, pertencente a família Borsoniidae.